# The Bucket List
The Bucket List é um filme norte-americano de 2007 que tem a atuação de Jack Nicholson e Morgan Freeman nos papéis principais.

## Sinopse
O bilionário Edward Cole e o mecânico Carter Chambers são dois pacientes terminais em um mesmo quarto de hospital. Quando se conhecem, resolvem escrever uma lista das coisas que desejam fazer antes de morrer e fogem do hospital para realizá-las.

## Elenco
- Jack Nicholson (Edward Cole)
- Morgan Freeman (Carter Chambers)
- Sean Hayes (Thomas)
- Beverly Todd (Virginia Chambers)
- Rob Morrow (Dr. Hollins)
- Alfonso Freeman (Roger Chambers)
- Rowena King (Angelica)
- Annton Berry Jr. (Kai)
- Verda Bridges (Shandra)
- Destiny Brownridge (Maya)
- Brian Copeland (Lee)
- Ian Anthony Dale (Instrutor)

## Recepção
No site agregador de críticas Rotten Tomatoes, 40% das 168 resenhas dos críticos são positivas. O consenso diz: “Nem mesmo as performances sinceras dos dois atores podem resgatar The Bucket List de seu roteiro sentimentalóides."